# Włodzimierz Lubański
Włodzimierz Leonard Lubański [vuoďžiměš lubaňski] (* 28. února 1947 Gliwice-Sośnica) je bývalý polský fotbalový útočník. Figuruje na seznamu UEFA Jubilee 52 Golden Players.
Se 48 góly je nejlepším střelcem polské reprezentace.